# 7 Days to End with You
『7 Days to End with You』（セブン デイズ トゥ エンド ウィズ ユー）は日本のゲーム開発者Lizardryによるビジュアルノベル。言語読解をテーマとしており、作中の文章は架空言語として表現されている。
2022年1月24日にiOS・Android向けアプリとして発売され、同年2月7日にMicrosoft Windows（Steam）版が発売された。2023年1月26日にNintendo Switch版がPLAYISMより発売された。

## 概要
Steamでの紹介文には「物語を読み解く全く新しいジャンルのパズル＆ノベルゲーム」とある。プレイヤーキャラクターは現実の言葉で思考するものの、他の人物の台詞や作中の文書は全て架空言語で記される。マルチエンドで、全く言葉を理解できない場合でもクリア自体は可能だが、ある程度理解した上でなければ迎えられないエンドがある。
登場した単語の一覧があり、単語がどのような場面で出てきたか振り返ることができる。例えばある単語が植物に対してばかり使われているならば、単語の意味は「植物」であると推理できる。会話の中で、一覧から単語を選んで応える場面があり、適切な単語を選ぶことによって展開が変わる。一覧には推理した単語の意味を自由に記入でき、記入内容は台詞などの上にルビとして併記される。一覧は二周目以降にも引き継がれる。登場する架空言語の単語数は130弱である。
文字には法則性があり完全読解が可能となっているが、言葉の正しい意味が作中で開示されることはなく、物語をどのように受け取るかはプレイヤーに委ねられている。
イラスト、シナリオ、プログラムなどをLizardryが一人で手掛けて制作した。Lizardryが学生時代に国内でバックパッカーをしていた頃、英語を話す外国人と知り合い、お互いの言語がわからないなりに親しくなった経験が反映されている。
Switch版では新規エンディングなどの追加要素が予定されている。

## 開発
開発者のLizardryはゲームクリエイターになる夢は持っていなかった。しかし昔からゲームを作ることには関心を持っていたため、個人でゲームを作り始めた。勉強を兼ねて試験的にモバイルで無料ゲームを中心に制作して公開していたが、ある程度の収入が見込め、開発技術が身についたことから本作を開発した。
開発人数はLizardry一人のみ。BGMとSEは作る体制が整っていないため、著作権フリーの物を使用している。
本作のコンセプトは「コミュニケーションにおいて最も重要なのは相手を理解したいと思う熱量である」ことが企画時点で決定したが、細かな部分はユーザーに任せることになっている。
当初は開発の敷居が高く、加えて文字入力が頻繁に起こるゲームシステムのため相性が合わないだろう、との理由でswitchへの移植予定は立てていなかった。しかし、PLAYISMの担当者に声を掛けてもらった事をきっかけに相談を重ねていくうちに考えが変わり、移植することになった。

## あらすじ
主人公の「私」は、ある朝目覚めると記憶喪失になっており自身の名前も過去もわからなくなっていた。非常に体調が悪く、それは記憶の欠落と関係があるようだった。そばには「赤い髪の人物」がおり、その人は好意的で、看護をしてくれているようだが、話しかけてくる言葉は異国の言語で何一つ理解できない。その人の名前も関係性もわからない。本や新聞を開いてみても、そこに書かれている言語は見覚えがなく読めない。家の中の鏡は割れているため自分の顔すらもわからない。
主人公は赤い髪の人物とコミュニケーションを図り、少しずつ異国の言語を覚えていきながら、日々を過ごす。体調が悪化していく中、主人公は手探りで赤い髪の人物の境遇や自身が置かれた状況を紐解いていく。そして身体に限界が来た七日目、主人公は今まで知り得た情報から真相に辿り着き、赤い髪の人物と自分自身にある決断を下す。

## キャラクター
私
主人公。性別は不明。記憶喪失で自分の名前を思い出せず、周囲で使われている言葉も理解できない。
赤い髪の人物
未知の言語を使う赤毛の人物。髪型はロングヘア。黒いノースリーブのタートルネックに、黒いロングパンツを着ている。性別は不明で作中では言及されず、Switch版の販売元であるPLAYISMは「赤毛の見知らぬ人」（red-haired stranger）と表現している。ただし一部の外部メディアはゲームを紹介するうえで、本キャラクターを女性または少女であるとしている。
主人公が意識を取り戻したとき、すぐそばにいた人物。記憶喪失で言葉も理解できない主人公のために、絵や身振り手振りでコミュニケーションを取る。

## 評価
日本ゲーム大賞2022にてゲームデザイナーズ大賞にノミネートされ、2位に入賞。
INDIE Live Expo Awards 2022にて、「新しいゲームプレイの手法を発明したタイトル」に捧げられる賞である、ルールズオブプレイ賞を受賞。
電撃オンラインの投票企画”電撃インディー大賞2023”では10位に選ばれた。
アプリゲットで高野京介は、「○ 言葉がわからない中、意味を推理していくゲーム性は斬新。ドット絵のグラフィックやBGM、ヒロインの女性も魅力的。△ 他にあまり類をみないゲームシステムのため、最初どうすればいいか戸惑う人も多いと思う」と評した。Gamerで田中一広は、「未知の言語を推理によってじわじわと理解していく楽しさは、本作ならでは。他の作品では決して味わえない楽しさ」と評した。